# Hostess
Hostess este o activitate prestată de persoane care au menirea de a interacționa cu invitații, vizitatorii unui eveniment (târg, expoziție, concert, lansare produs etc.).
Au următoarele atribuții:
- întâmpinarea clienților
- desfășurarea procesului de înregistrare al clienților și însoțirea lor la locurile rezervate
- atragerea de vizitatori la stand (la târguri, expoziții)
- servirea invitaților cu băuturi, gustări
- oferirea de informații clienților/vizitatorilor/invitaților
- distribuirea materialelor publicitare
- prezentarea și promovarea produselor sau serviciilor
- promovarea imaginii firmei
- stimularea vânzărilor
- întreținerea atmosferei